# Descolea recedens
Descolea recedens är en svampart som först beskrevs av Cooke & Massee, och fick sitt nu gällande namn av Rolf Singer 1955. Descolea recedens ingår i släktet Descolea och familjen spindlingar.   Inga underarter finns listade i Catalogue of Life.